# Finn nyelv
A finn nyelv (suomi vagy suomen kieli [ejtsd: szuomi]) az uráli nyelvcsalád balti-finn ágának legnagyobb nyelve; Finnország és az Európai Unió egyik hivatalos nyelve. Igen közel áll az észt nyelvhez: a kettő beszélői kölcsönösen megértik egymást. A magyar nyelvnek is rokona, több szó, nyelvtani szabály is hasonlít, de a beszélők már nem értik meg egymást.
A karjalai (karéliai, karél), a vepsze, az észt, az inkeri, a vót és a lív nyelvekkel áll a legközelebbi rokonságban.
Beszélőinek száma 5 millió 232 ezer. Finnországban 4 millió 713 ezer (1992) finn él. Svédországban mintegy 250 ezer, közülük 20 ezer őslakos finn, az ország északkeleti határa mentén, a többi bevándorló. A svéd hivatalos nyelv Finnországban, a finn pedig hivatalos kisebbségi nyelv Svédországban. Finnek élnek a Jeges-tenger partján, a mai Észak-Norvégiában is, mintegy kétezren, a 16–17. század óta, a norvég statisztikai központi iroda (Statistisk centralbyrå) a számukat 2001-es adatok szerint 3000-re teszi. Az utolsó szovjet népszámlálás szerint Karjalában 67 ezren (1989) vallották magukat finnek. Nagyobb finn közösség él az Egyesült Államokban (40 ezer), Kanadában (40 ezer), Ausztráliában (10 ezer) és Németországban (10 ezer). Ezen kívül még tízezren az EU  más tagállamaiban.
A finn statisztikai hivatal (Tilastokeskus) adatai szerint 2003-ban a lakosság 92,02%-a beszélte a finnt, ami több mint 4,8 millió embert tesz ki az anyaországban.
Az észt statisztikai hivatal (Statistikaamet) 2001-es adati szerint a finnt Észtországban 4932-en beszélik anyanyelvükként.

## Nyelvjárásai

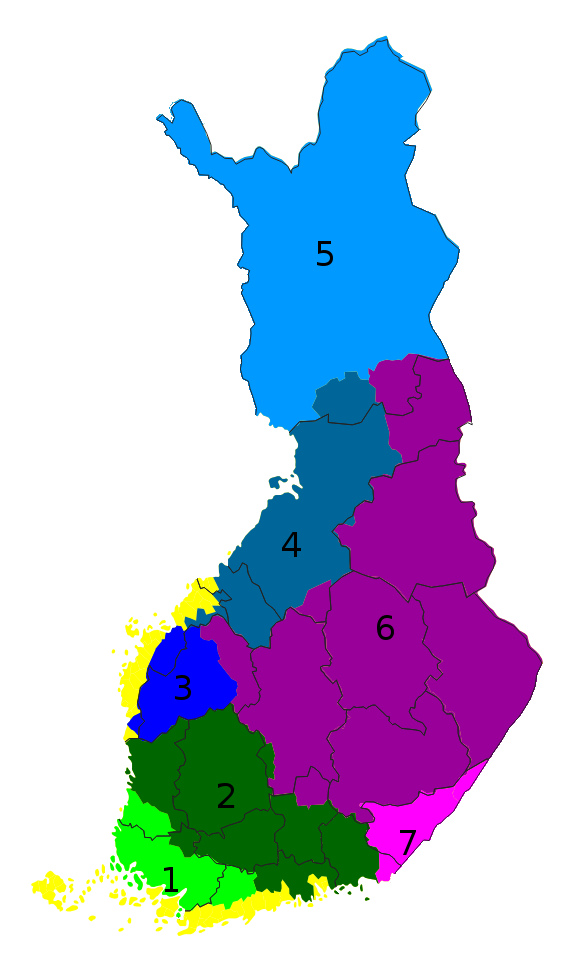
A finn (1.) délnyugati (sötétebb zölddel a Délnyugat-Finnország átmeneti nyelvjárásai), (2.) häméi, (3.) dél-pohjanmaai, (4.) közép és észak-pohjanmaai, (5.) hátsó-pohjanmaai, (6.) savói és (7.) délkeleti nyelvjárásai. Sárgával jelölt területek a svéd nyelvű tengerparti települések. Az országok valamint a mai finn tartomány határait fekete vonal jelöli ki.

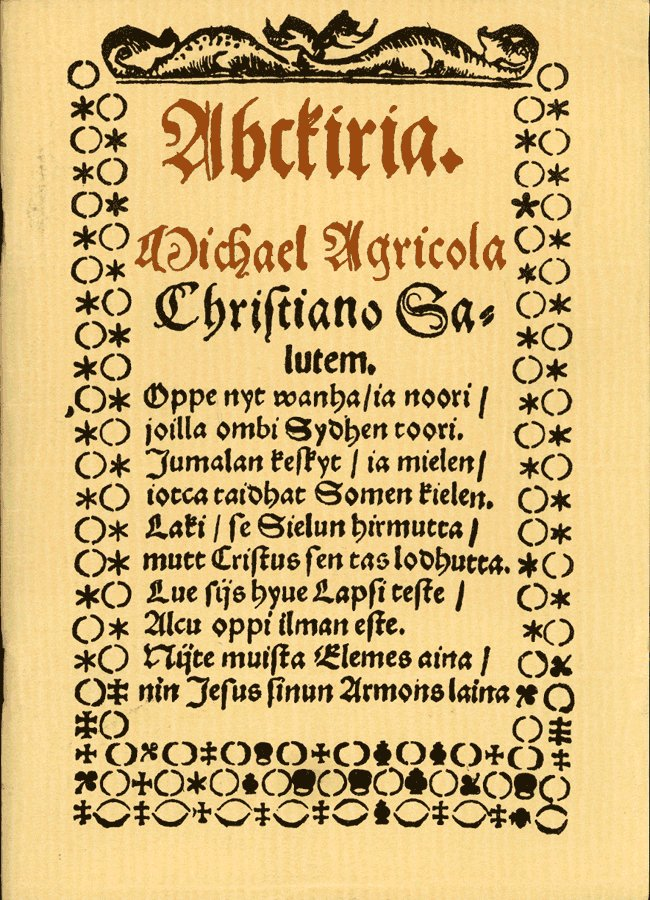
Egy 1543-as finn nyelvemlék, az Abckiria, az első finn nyelvű könyv

A nyelvjárások két fő csoportra oszthatók: nyugati és keleti nyelvjáráscsoportra. A nyugatiak általában öt, a keletiek két további nyelvjárásra osztódnak.
A nyugati csoport:
1. délnyugati
2. hämei
3. dél-pohjanmaai
4. közép és észak-pohjanmaai
5. hátsó-pohjanmaai

A keleti csoport:
1. savoi
2. délkeleti oszlik.

A nyugati nyelvjárás szorosabb kapcsolatot mutat az észttel, különösen a tengerparti észttel, míg a keleti az inkerivel és észak-karjalaival.
A közéletben használt irodalmi nyelv és a hétköznapi nyelv között viszonylag nagy különbségek akadnak, a beszélt nyelv, amely a szlengből és a nyelvjárásokból is táplálkozik, sokkal lazább, kötetlenebb, kihagy bizonyos hangokat, elsősorban mássalhangzókat. Gyakoriak a szórövidítések és az idegen nyelvekből (a svédből és újabban az angolból) kölcsönzött szavak. Az idegen eredetű szavakat természetesen az „őshonos” szavakhoz hasonlóan ragozzák, s mivel a finn szavak alapvetően magánhangzóra vagy n-re, r-re, s-re végződnek, így az idegen szavak ragozásánál, annak megkönnyítésére egy i-vel pótolják ki a „hiányzó” szó végi magánhangzót, például Finnair ~ Finnairin.
A csak irodalmi nyelvet beszélő nyelvtanuló számára a beszélt nyelv vagy a nyelvjárások megértése átmeneti nehézséget jelent, akár az egyszerűbb mondatok is fejtörést okozhatnak.

## A finn nyelvről általában

### Az ábécé
A finn ábécé:
A B C D E F G H I J K L M N O P Q R S T U V W X Y Z Å Ä Ö.
Az Å å betű svéd eredetű nevekben vagy szavakban fordul elő, például Ståhlberg e.: svédesen [sztólberj] és nem németesen [stálberg] (ezt a nevet viselte többek között Finnország első elnöke is). A svéd családneveket természetesen a svéd kiejtési szabályok szerint ejtik ki: például Lönnrot [lonrut].
Régebben V helyett gyakran használták a W-t, például Waasa (ma: Vaasa) Helsingin Wiikko-Sanomia (egy 19. századi finn lap címe) (ma a wiikko helyesírása: viikko).

### A kiejtés
A finn hangrendszer egyszerű. Ha nem számítjuk a kizárólag újabb idegen szavakban előforduló b, f, g, š fonémákat, akkor mindössze 22 vagy a ts-vel együtt 23 fonémát tartalmaz. Hiányoznak belőle a magyarra vagy a szláv nyelvekre jellemző „lágy” (palatális: mint a magyarban y-nal jelölt) hangok, és nincsenek zöngés obstruensek (mint a magyar z, zs. A d a különböző nyelvjárásokban különbözőképpen hangzik, csak az irodalmi nyelvben hasonlít a magyarra, a b és a g csak idegen szavakban fordul elő.
Eltérő betű-hang kapcsolatok (finn betű magyar hangértéke):
| Finn írás | Nemzetközi fonetikai jel | Megjegyzések                                                                         |
| --------- | ------------------------ | ------------------------------------------------------------------------------------ |
| y         | [y]                      | Mint a magyar ü.                                                                     |
| s         | [s]                      | Mint a magyar sz.                                                                    |
| e         | [e]                      | A magyar e-nél zártabb, a tájnyelvi ë-nek felel meg.                                 |
| ä         | [æ]                      | Az e-nél jóval nyitottabb, de még nem a. Mint az angol cat, fat, hat, stb szavakban. |
| å         | [o]                      | A magyar o-nak felel meg, csak svéd eredetű szavakban, nevekben fordul elő.          |

A tévhittel ellentétben a finn a nem a magyar á rövid változatának felel meg, sokkal inkább a magyar a-nak. Ez – akárcsak a magyarban – nyelvjárásonként eltérhet.
A magánhangzók hosszúságát, akárcsak a mássalhangzókét, a betű megkettőzése jelzi: tulli ’vám’, tuuli (kb. [túli]) ’szél’.
Emellett a finn l hang sokkal keményebb, mint a magyar, és feljebb képzik – a nyelv hegyét valahova a felső íny és a szájpadlás közé nyomva. Számunkra talán ez a legnehezebben megtanulható hang; a nálunk megszokott l inkább a svéd kisebbségre jellemző (ezt inkább félkomolyan szokás megjegyezni).
Az is lényeges különbség, hogy az ng hangkapcsolatban a g néma, csupán az n ejtését módosítja [ŋ]-re (ez olyan, mint a magyarban a k vagy g előtt ejtett n). Ezzel szemben az nk kombinációt pontosan úgy ejtjük, mint a magyarban: kenkä [ˈkeŋkæ] (cipő) → kengät [ˈkeŋːæt] (cipők).
Az idegen eredetű szavakban, márkanevekben is gyakori a finnes ejtés, így például a zöngés mássalhangzók zöngételenekkel való helyettesítésében: a Peugeot [pözsó] finnül sokszor [pösó]-nak hangzik. Ugyancsak gyakran ingadozik a tš/tsh [cs] ejtése is például Tšekinmaa („Csehország”) szót néha Tsekinmaa-nak [tszekinmá] ejtik.
A magyartól eltérően pedig a szó végi o, ö is lehet rövid, például talo, Töölö, szemben a magyar kiejtéssel, amely önkéntelenül is megnyújtja a szó végi o-t és ö-t.
Sajátos viszont az ún. gégezárhang, amelyet írásban nem jelölnek. Ez a hangszalagok hirtelen összerándulását jelenti. Ha a gégezárhangot mássalhangzó követi, akkor az előbbi hasonul a mássalhangzóhoz,
klasszikus példa:
Tervetuloa! („Isten hozott!”) kiejtése: [tervettuloa].
A végződéseket a magánhangzó-harmónia szerint illeszti, azaz magas hangrendű  szavakhoz magas, mély hangrendű szavakhoz mély végződés járul.
Például
talo – talossa („ház – házban”)
mökki – mökillä („házikó – házikóban”)

### Hangsúly
A magyarhoz hasonlóan az első szótag hangsúlyos, a szavakon belül pedig a páratlan számú szótagok.
A kérdőmondatokban is „esik” a hangsúly, ezért a kérdő mondatokban mindig szerepelni kell kérdőszónak vagy az eldöntendő kérdésekben a -ko/kö toldatnak, amely a kérdésessé tett mondatrészhez tapad.
például: Eldöntendő kérdésnél:
```
      – Oletko sinä ruotsalainen?
      – Te svéd vagy?
```

```
      – Oletteko te nyt kotona?
      – Otthon vagytok ti most?
```

Kérdőszó esetén:
```
      – Minkälainen ilma on?
      – Milyen idő van?
```

```
      – Missä maassa Liisa on?
      – Melyik országban van Liisa?
```

### Névelők
A finn (és észt) nyelv a szláv nyelvekhez hasonlóan nem ismeri sem a határozott, sem a határozatlan névelőt.

### Névszók
A névszóknak van számuk, esetük, abszolút és birtokos ragozásuk, de nincs nemük. 15 eset van. A többes számot vagy a t, vagy az i végződés jelzi, tehát nem egységes a jelölési mód, mint a magyarban.
Példa a névszóragozásra: maa ("ország").
|              | yksikkö (egyes szám) | monikko (többes szám) | (magyar jelentésük)                         |
| nominatiivi  | maa                  | maat                  | (ország/országok)                           |
| genetiivi    | maan                 | maiden                | (országnak …/országoknak …[birtokos eset])  |
| partitiivi   | maata                | maita                 | (részleges tárgy eset: országot/országokat) |
| essiivi      | maana                | maina                 | (országként/országokként)                   |
| translatiivi | maaksi               | maiksi                | (országgá/országokká)                       |
| inessiivi    | maassa               | maissa                | (országban/országokban)                     |
| elatiivi     | maasta               | maista                | (országból/országokból)                     |
| illatiivi    | maahan               | maihin                | (országba/országokba)                       |
| adessiivi    | maalla               | mailla                | (országon/országokon)                       |
| ablatiivi    | maalta               | mailta                | (országról/országokról)                     |
| allatiivi    | maalle               | maille                | (országra/országokra)                       |

Megjegyzések: nem minden eset feleltethető meg a magyar eseteknek, a genitivus és a partitivus a magyar nyelvben nem is létezik. Ez utóbbi (a részleges „tárgyeset”) többféle funkcióval bír: például számnév után a névszó általában partitivusban áll, például kaksi maata (ti. kettő az országok közül, tehát nem az összes), de kifejezi azt is, hogy a beszéd tárgya valamilyen mértékegység alapján meghatározható anyag, például kahvia („valamennyi kávé”).
Jelentésbeli megkülönböztető szerepe van, például Juon kahvia („Kávét iszom” – tehát valamennyit) ↔ Juon kahvin („Megiszom a kávét.” – ti. a szóban forgó összes kávét), tehát, míg a magyar az igével mutatja meg a teljességet, addig a finn a főnévhez tett toldalékkal.
A névszókhoz a magyarhoz hasonlóan birtokos személyjelek is kapcsolódhatnak, vagyis alapvetően mindkét nyelven a birtokos névmás helyett a személyjelek fejezik ki a birtokviszonyt.
A birkokos személyjelek:
ni, si, nsa/nsä, mme, nne nsa/nsä (a 3. személy birtokos személyjelei megegyeznek).
Például elämä-ni – élet-e-m.
Ha a szó birtokos személyjelet kap, akkor már a birtokos névmást sem kell használni, eltérően az indo-európai nyelvektől, ahol többnyire ez elmaradhatatlan. (my life stb.)
A finn beszélt nyelvben azonban gyakori, hogy a birtokviszonyt a birtokos névmással fejezik ki, és a birtokos személyjelek elmaradnak: mun elämä ~ (minun) elämäni.
Természetesen a birtokos személyjelekhez is kerülhetnek esetragok, ahogy a hasonló típusú nyelvekben, mint például a török, vagy a magyar. például elämä-ssä-ni ~ élet-e-m-ben. De a magyartól és a töröktől eltérően a finn toldaléksorrend először kapcsolja az esetragot és utána a személyjelet(rag-jel), pont fordítva, mint mi(jel-rag). tehát: elämä-ssä-ni szó szerint: élet-ben-em
Nyelvjárási és köznyelvi sajátosság az esetragok „lekopása”. Különösen jellemző például a translativus „-ksi” ragjának „-ks”-re rövidülése: Opiskelen lääkäriks'. ~ Opiskelen lääkäriksi. "Orvosnak tanulok".

### Melléknevek
A mellékneveket a magyartól eltérően együtt ragozza a főnévvel, például kaunis kukka (sg.) kauniit kukat: „szépek virágok”.

### Mondattan
Funkciójuk szerint a finn mondatok kijelentők, kérdők, felkiáltók, felszólítók vagy óhajtók lehetnek. Formailag 3 alaptípusuk van: egyszerű mondat, összetett mondat és mondatpótló.
Névszói állítmány nincs. Háromféle bővítmény van: tárgy, határozó, jelző. Az egyszerű mondat általában SVO szerkezetű. Három vagy több valenciájú igével a mondat SVO+ többi mondatrész szerkezetű.

### Szövegminta
A Kalevala első néhány sora:
```
Mieleni minun tekevi,         "Kerekëdik arra kedvem,          
aivoni ajattelevi             mind azt forgatom fejemben,     
lähteäni laulamahan,          hogy már dalra kéne kelni,
saa'ani sanelemahan,          ideje volna énëkëlni,
sukuvirttä suoltamahan,       versbe szëdni régvalókat,    
lajivirttä laulamahan.        ősi dolgokról dalolni.
Sanat suussani sulavat,       Szók a számban olvadoznak,      
puhe'et putoelevat,           ínyëmet igék elöntik,  
kielelleni kerkiävät,         nyelvemnek hëgyén nyüzsögnek,        
hampahilleni hajoovat.        fogaim közül fakadnak." 
[
1
]
```

```
Veli kulta, veikkoseni,       "Édës ëgyfelem, fivérëm,
kaunis kasvinkumppalini!      vélem ëgyívású vérëm!
Lähe nyt kanssa laulamahan,   Fűzögessünk dalt a dalba,
saa kera sanelemahan          öltögessünk szót a szóba,
yhtehen yhyttyämme,           ëgyüttlétre ëgybegyűlve,
kahta'alta käytyämme!         kétfelől közel kerülve!
Harvoin yhtehen yhymme,       Ugyan ritka benne részünk,      
saamme toinen toisihimme      szokatlan az ily szërëncse 
näillä raukoilla rajoilla,    északi hideg hazánkban,
poloisilla Pohjan mailla.     sanyarú sorsú sarkvidékën.
[
2
]
```

Miatyánk finn nyelven 
```
   Isä meidän, joka olet taivaissa.
   Pyhitetty olkoon sinun nimesi.
   Tulkoon sinun valtakuntasi.
   Tapahtukoon sinun tahtosi myös maan päällä niin kuin taivaassa.
   Anna meille tänä päivänä meidän jokapäiväinen leipämme.
   Ja anna meille meidän syntimme anteeksi,
   niin kuin mekin anteeksi annamme niille, jotka ovat meitä vastaan rikkoneet.
   Äläkä saata meitä kiusaukseen,
   vaan päästä meidät pahasta.
   Sillä sinun on valtakunta
   ja voima ja kunnia iankaikkisesti.
   Aamen.
```

Esti dal finnül: Iltalaulu
```
   Metsän laitaan ilta ehti,
   viitan käärin pielukseksi.
   Ristin kädet rinnalleni
   puhuissani Luojalleni.
   Taivaan Isä, kotiin kaipaan,
   uupunut oon vaeltamaan.
   Vaeltamaan, piileksimään
   vieraan talon tanhuvilla.
   Taivaan Isä, hyvää yötä,
   enkelisi anna myötä.
   Rohkeaks' tee sydämeni,
   taivaan Isä, hyvää yötä.
   Taivaan Isä, hyvää yötä.
```

Néhány fontos kifejezés:
Missä sinä asut?-Hol laksz?
Kuka sinä olet?-Ki vagy?

## Igeragozás
A gyakorlati nyelvtanok és egyes szótárak 6 igetípust különböztetnek meg, a különböző végződések szerint.
1-es típus mgh+(-a)/(-ä) végű igék, az (-a)/(-ä) leválik és az igék ez után kapják meg személyragjaikat.
puhua - beszélni
(minä) puhun
(sinä) puhut
hän (E/3 személyben kötelező kirakni) puhuu
(me) puhumme
(te) puhutte
he (T/3 személyben is kötelező) puhuvat
2-es típus (-da)/(-dä) végű igék, a (-da)/(-dä) leválik és az igék így kapják meg a személyragjaikat, (E/3-as alakban a 2. csoportnál nem nyújtjuk meg az utolsó magánhangzót!).
syödä - enni
(minä) syön
(sinä) syöt
hän syö
(me) syömme
(te) syötte
he syövät
3-as típus (-la)/(-lä), (-ra)/(-rä), (-na)/(-nä), s+(-ta)/(-tä) végű igék, ezek a végződések leválnak és egy e betű kapcsolódik be.
mennä - menni
menen
menet
hän menee
menemme
menette
he menevät
surra - szomorkodni, búsulni
suren
suret
hän suree
suremme
surette
he surevat
nousta - felszállni
nousen
nouset
hän nousee
nousemme
nousette
he nousevat
juosta rendhagyó! - futni, szaladni
juoksen
juokset
hän juoksee
juoksemme
juoksette
he juoksevat
4-es típus i+(-ta)/(-tä) végű igék, az ige utolsó betűje, az (-a)/(-ä) se-re változik és ez után ragozzuk.
tarvita - szüksége van
tarvitsen
tarvitset
hän tarvitsee
tarvitsemme
tarvitsette
he tarvitsevat
5-ös típus e+(-ta)/(-tä) végű igék, a (-ta)/(-tä) végződés ne-re változik, ez után ragozzuk.
vanheta - öregedni
vanhenen
vanhenet
hän vanhenee
vanhenemme
vanhenette
he vanhenevat
6-os típus más mgh+(-ta)/(-tä) végű igék, a végződésből a t betű kiesik és az igét így ragozzuk (E/3-as alakban a 2. csoportnál nem nyújtjuk meg az utolsó magánhangzót!).
vastata - válaszolni
vastaan
vastaat
hän vastaa
vastaamme
vastaatte
he vastaavat
haluta - akarni
haluan
haluat
hän haluaa
haluamme
haluatte
haluavat
osata - tud, képes (mint az angol can)
osaan
osaat
hän osaa
osaamme
osaatte
he osaavat
A finn és a magyar - szemben az indoeurópai nyelvekkel - nem birtokigét (habeo, have, haben stb.) használ a birtoklás kifejezésére. A birtok nem tárgy-, hanem alanyesetben áll, a birtokos pedig a magyarban részes, a finnben pedig allatiivus esetben szerepel. A két tagot a létige köti össze: (nekem) van egy házam (' minulla on yksi talo).

## Finn-magyar szóegyezések
elää - élni
mennä - menni
tehdä - tenni (csinálni)
veri - vér
kala - hal
kuolla - halni
sata - száz
käsi - kéz
millainen? - milyen?
silmä - szem
mitä? - mit?
panta - pánt
vesi - víz
kivi - kő
alushirsi - alvó (aluszó)
kytkeä - kötni (felkötni vmit)
kyynel - könny
tietää - tudni
runko - rönk (fatörzs)
sana - szó
sääri - lábszár
hiukset - haj
takaraivo - tarkó
lapa(luu) - lapocka
yskä - üszk (megfázás)
nuha - nátha
ilta - este
pelätä - félni
yö - éj
pää - fő (fej, ~lábfej)
puu - fa
suu - száj
mehiläinen - méh
punoa - fon
muru - morzsa
täytetty - töltött
kaapata - kap
antaa - ad
alla - alatt
hörpätä - hörpint
voi - vaj
stb.